# Tell Salhab
Tal Salhab (tiếng Ả Rập: تل سلحب, cũng đánh vần Tal Selhab) là một thị trấn ở trung tâm phía tây của Syria, một phần hành chính của Tỉnh Hama, nằm cách 48 kilômét (30 mi)   phía tây bắc của Hama. Nó nằm ở rìa phía nam của đồng bằng Ghab và bên bờ tây sông Orontes. Các địa phương gần đó bao gồm Nahr al-Bared, Asharnah và al-Suqaylabiyah ở phía bắc, Deir Shamil và Deir Mama ở phía nam, Tremseh, Mhardeh và Halfaya ở phía đông.
Theo Cục Thống kê Trung ương Syria, Tell Salhab có dân số 15.454 trong cuộc điều tra dân số năm 2004. Đây cũng là trung tâm của một nahiyah ("cấp dưới"), một phần của quận Al-Suqaylabiyah, bao gồm 18 địa phương và với dân số kết hợp là 38.783 vào năm 2004. Đầu những năm 1960, dân số khoảng 700 người. Cư dân của nó chủ yếu là Alawites.
Thị trấn là trụ sở truyền thống của tộc Jnaid, nơi thường cung cấp cho các nhà lãnh đạo của liên minh Alawite Kalbiyya. Năm 1978 một 5.200 mét vuông (56.000 foot vuông) nhà máy đường được xây dựng tại Tell Salhab với chi phí 50 triệu đô la. Tổ hợp nhà máy tinh chế tự hào có silo củ cải đường, nhà máy giặt, máy ép bột và máy sấy, và một bể chứa nước.

## Khai quật khảo cổ
Gần Tell Salhab nằm ở Tell 'Acharneh, một gò đất lớn được cho là vị trí của thành phố cổ Tunip. Các cuộc khai quật khảo cổ đã được tiến hành tại địa điểm này.